# Mercedes-Benz type 203
Mercedes-Benz type 203 var en bilmodel fra Mercedes-Benz. Modellen tilhørte C-klassen og afløste type 202 i marts 2000.
I den første tid fandtes kun sedanversionen, mens en stationcarversion ("T-model") fulgte i januar 2001. Kort før T-modellen introduceredes i oktober 2000 en mindre, optisk stærkt modificeret sportscoupé (CL 203).
Fra 2002 kunne modellen også fås med firehjulstrækket 4MATIC, som dog ikke kunne kombineres med det syvtrins automatgear 7G-Tronic.
Med linjerne Classic, Elegance og Avantgarde kunne der vælges mellem tre forskellige design- og udstyrsvarianter, som kunne udvides med flere former for ekstraudstyr. I marts 2005 kom specialmodellerne Sport Edition og Sport Edition+ på markedet.
Efter fire år fandt et facelift ("MoPf") sted i april 2004.
S 203 (T-modellen) blev fremstillet på DaimlerChrysler's fabrik i Bremen, hvor W 203 (Limousine) frem til 14. december 2006 fremstilledes på fabrikkerne i Bremen, Sindelfingen samt som højre- og venstrestyret version i East London, Sydafrika. Sportscoupé-versionen (CL 203) fremstilledes først i Sindelfingen, hvorefter produktionen i foråret 2007 flyttedes til Juiz de Fora i Brasilien.
På tidlige årgange er der konstateret korrosion på døre, hjulkasser, motorhjelm og bagagerumsklap. Produktionen blev løbende forbedret af fabrikanten.
I 2006 forlod den 2.000.000'ene type 203 samlebåndet. Dermed er denne C-klasse den mest byggede Mercedes-Benz-model på det pågældende produktionstidsrum.
Efterfølgeren type 204 præsenteredes som Limousine på Geneve Motor Show i marts 2007. Salget af den på Frankfurt Motor Show introducerede T-model begyndte den 1. december 2007.

## Karrosserivarianter

### Limousine (W 203)
W203 var sedanmodellen i C-klassen. Modellen fandtes med motorer fra 75 kW (102 hk) til 270 kW (367 hk). Bagagerummet var efter VDA-normen 455 liter stort. Bilen var med en cW-værdi på 0,26 meget strømningsgunstig.
- Bagfra
- Kabine (med Comand 2.0)Kabine (med Comand 2.0)

### T-model (S 203)
Stationcarmodellen i C-klassen fandtes med de samme motorer som sedanmodellen. Bagagerumsvolumen efter VDA-normen: 470/1354 liter.
- Mercedes-Benz C-klasse T-model (2001–2004; med xenonlygter mod merpris)
- T-model bagfra

### Sportscoupé (CL 203)
Den todørs sportscoupé (CL 203) var udstyret med en spoiler af transparent kunststof, som var integreret i bagklappen.
Efter VDA-normen var bagagerummet 310 liter stort.
I forhold til Limousine og T-model var motorudvalget begrænset. Modellen fandtes med benzinmotorer fra 90 kW (122 hk) (C 160 Kompressor) til 200 kW (272 hk) (C 350), samt en AMG-version C 32 med 260 kW (354 hk). Derudover fandtes der fire dieselvarianter fra 200 CDI med 90 kW (122 hk) til 220 CDI med 110 kW (150 hk), samt en AMG-version, C 30 CDI, med 170 kW (231 hk).
- Mercedes-Benz C 230 Kompressor Sportscoupé (2000−2004)
- Bagfra

#### CLC-klasse
Med det omfattende facelift med optisk tilpasning til type 204 i foråret 2008 fik C-klasse Sportscoupé sin egen klassebetegnelse: CLC-klasse. Teknisk set var den i Brasilien byggede CLC fortsat baseret på CL 203, mens frontdesignet var hentet fra C-klassen type 204.
CLC-klassen fandtes med de samme motorer som forgængeren, på nær 200 Kompressor. Programmet omfattede fire benzinmotorer fra CLC 180 Kompressor med 105 kW (143 hk) til CLC 350 med 200 kW (272 hk), dertil kom to dieselversioner CLC 200 CDI med 90 kW (122 hk) og CLC 220 CDI med 110 kW (150 hk). Motorerne blev optimeret i detaljer og brændstofforbruget reduceret med op til 11 procent.
I kabinen var der nye detaljer som f.eks. stærkere konturierede sportssæder, pyntedele i børstet aluminium og et nyt sportsrat samt en ny generation af infotainmentsystemer. Navigationsinformationerne kom nu op på en stor farveskærm samt et dvd- eller harddiskdrev, og der var også tilslutninger til iPod, USB-nøgle og SD-kort.
I midten af 2011 blev CLC afløst af coupéversionen af efterfølgeren (C 204).
- Mercedes-Benz CLC 350 (med sportspakke mod merpris)
- Bagfra

## Sikkerhed
Modellen blev i 2002 kollisionstestet af Euro NCAP med et resultat på fem stjerner ud af fem mulige. Derudover angives modellen af det svenske forsikringsselskab Folksam til at være mindst 20 procent mere sikker end middelbilen.

## Ændringer i forbindelse med faceliftet
- Undervogn og gearkasse sportsligere afstemt og kaldet Direct Control.
- Interiør med nyt instrumentbrætdesign (bl.a. hvidt belyste runde instrumenter, krompyntedele og sædedesign), klimaautomatik Thermatic som standardudstyr.
- Mere ridsefast lak på basis af nanoteknologi og forlygter i klart glas som standardudstyr.
- Bi-xenon-forlygter med kurvelys, betjeningstaster på rattet til automatgear og nye audio/navigationssystemer som ekstraudstyr.
- Nydesignet frontparti (kofangere, kølergitter med tre lameller og forlygter).
- Baglygter i brillantoptik, på Sportscoupé ligeledes forsynet med hvide striber.
- Nye sideblinklys i klart glas.
- Nyt sportsrat med knapper i aluminiumsoptik.
- Bredere sporvidde på 1505 mm (førhen 1493).
- 320 Watt-lydsystem med Surround-lyd (harman/kardon logic7) og stemmestyring Linguatronic som ekstraudstyr.
- 16" fælge med dæk i størrelse 205/55 R 16 som standardudstyr, nye fælgdesign og hjulkapsler til Classic.
- Udstyrsvarianterne Classic og Elegance fik sidelisterne og bagkofangeren fra Avantgarde-modellen.
- Avantgarde med nyt aluminium eller som ekstraudstyr med antracitfarvet ædeltræ. Sæder betrukket med en kombination af stof (siddeflade) og læder Artico (sidevanger).
- Motorer: C 230 Kompressor som Sportscoupé og C 220 CDI med 110 kW (150 hk) mod før 105 kW (143 hk).
- Additivfrit partikelfiltersystem til dieselmodellerne C 200 CDI, C 220 CDI og C 320 CDI, opfyldende den fra 2005 krævede Euro4-norm. Til Limousine og Sportscoupé kunne dette system allerede leveres fra midten af 2003 med introduktion af OM 646-motoren.
- C 55 AMG: V8-motor med 270 kW (367 hk) og 510 Nm afløste C 32 AMG. Som ekstraudstyr kunne C 55 AMG fås med et 400 hk-effektkit og hastighedsbegrænser indstillet til 280 km/t.
- Fra 2005 to nye ekstraudstyrspakker: Sport Edition og Sport Edition+ (Sport Edition+ også med AMG-frontskørter og -sidelister).
- Fra 2005 nye V6-motorer (C 230, C 280, C 350 og C 320 CDI), som ekstraudstyr med nyt syvtrins automatgear. C 280 og C 350 fandtes også med firehjulstræk 4MATIC.
- Fra 2006 ny forkromet designnøgle, samt gearskifteknapper på rattet af aluminium i stedet for plastic.
- Fra oktober 2006 mobiltelefonforberedelse (kode 386) tilgængelig, med SIM Access Profile.

- Mercedes-Benz C-Klasse Limousine (2004–2007)
- Bagfra
- Mercedes-Benz C 30 CDI AMG
(2004–2005)
- Bagfra
- Mercedes-Benz C-Klasse T-Model
(2004–2007)
- Interiør (med Comand APS)Interiør (med Comand APS)

## Tekniske specifikationer
| Model            | Cylindre | Ventiler | Slagvolume cm³ | Max. effekt kW (hk) / omdr. | Max. drejningsmoment Nm / omdr. | Motorkode | 0-100 km/t sek. | Topfart km/t | Byggeår     |
| ---------------- | -------- | -------- | -------------- | --------------------------- | ------------------------------- | --------- | --------------- | ------------ | ----------- |
| Benzinmotorer    |          |          |                |                             |                                 |           |                 |              |             |
| C 180            | 4        | 16       | 1998           | 95 (129) / 5500             | 190 / 3700                      | M 111     | 11,0            | 210          | 2000 − 2002 |
| C 180 Kompressor | 4        | 16       | 1796           | 105 (143) / 5200            | 220 / 2500 − 4200               | M 271     | 9,7             | 223          | 2002 − 2007 |
| C 200 Kompressor | 4        | 16       | 1998           | 120 (163) / 5300            | 230 / 2500 − 4800               | M 111     | 9,3             | 230          | 2000 − 2002 |
| C 200 Kompressor | 4        | 16       | 1796           | 120 (163) / 5500            | 240 / 3000 − 4000               | M 271     | 9,1             | 234          | 2002 − 2007 |
| C 200 CGI        | 4        | 16       | 1796           | 125 (170) / 5500            | 250 / 3000                      | M 271     | 9,0             | 235          | 2003 − 2005 |
| C 230            | 6        | 24       | 2496           | 150 (204) / 6100            | 245 / 2900 − 5500               | M 272     | 8,4             | 245          | 2005 − 2007 |
| C 230 Kompressor | 4        | 16       | 1796           | 141 (192) / 5800            | 260 / 3500 − 4000               | M 271     | 8,1             | 240          | 2004 − 2005 |
| C 240            | 6        | 18       | 2597           | 125 (170) / 5500            | 240 / 4500                      | M 112     | 9,2             | 235          | 2000 − 2005 |
| C 280            | 6        | 24       | 2997           | 170 (231) / 6000            | 300 / 2500                      | M 272     | 7,3             | 250          | 2005 − 2007 |
| C 320            | 6        | 18       | 3199           | 160 (218) / 5700            | 310 / 3000 − 4600               | M 112     | 7,7             | 248          | 2000 − 2005 |
| C 350            | 6        | 24       | 3498           | 200 (272) / 6000            | 350 / 2400                      | M 272     | 6,4             | 250          | 2005 − 2007 |
| C 32 AMG         | 6        | 18       | 3199           | 260 (354) / 6100            | 450 / 4400                      | M 112     | 5,2             | 250          | 2000 − 2004 |
| C 55 AMG         | 8        | 24       | 5439           | 260 (367) / 5750            | 510 / 4000                      | M 113     | 5,2             | 250          | 2004 − 2007 |
| Dieselmotorer    |          |          |                |                             |                                 |           |                 |              |             |
| C 200 CDI        | 4        | 16       | 2148           | 75 (102) / 4200             | 235 / 1800                      | OM 611    |                 |              | 2001 − 2003 |
| C 200 CDI        | 4        | 16       | 2148           | 85 (115) / 4200             | 250 / 1400 − 2600               | OM 611    | 12,1            | 203          | 2000 − 2003 |
| C 200 CDI        | 4        | 16       | 2148           | 90 (122) / 4200             | 270 / 1600 − 2800               | OM 646    | 11,7            | 208          | 2003 − 2007 |
| C 220 CDI        | 4        | 16       | 2148           | 105 (143) / 4200            | 315 / 1800 − 2600               | OM 611    | 10,3            | 220          | 2000 − 2003 |
| C 220 CDI        | 4        | 16       | 2148           | 105 (143) / 4200            | 340 / 2000                      | OM 646    | 10,3            | 220          | 2003 − 2004 |
| C 220 CDI        | 4        | 16       | 2148           | 110 (150) / 4200            | 340 / 2000                      | OM 646    | 10,1            | 224          | 2004 − 2007 |
| C 270 CDI man.   | 5        | 20       | 2685           | 125 (170) / 4200            | 370 / 1600 − 2800               | OM 612    | 8,9             | 230          | 2000 − 2007 |
| C 270 CDI aut.   | 5        | 20       | 2685           | 125 (170) / 4200            | 400 / 1800 − 2600               | OM 612    | 9,1             | 225          | 2000 − 2007 |
| C 30 CDI AMG     | 5        | 20       | 2950           | 170 (231) / 3800            | 540 / 2000 − 2500               | OM 612    | 6,8             | 250          | 2003 − 2005 |
| C 320 CDI man.   | 6        | 24       | 2987           | 165 (224) / 3800            | 415 / 1400 − 3800               | OM 642    | 7,2             | 250          | 2005 − 2007 |
| C 320 CDI aut.   | 6        | 24       | 2987           | 165 (224) / 3800            | 510 / 1600 − 2800               | OM 642    | 8,1             | 246          | 2005 − 2007 |

1. 1 2 3 4 5 6 7 8 9 10 11 12 13 14 15  Findes også som Sportscoupé
2. 1 2 3 4 5 6  Elektronisk begrænset